# One person, one language
Der Ansatz eine Person, eine Sprache, oft englisch one person, one language (OPOL), ist eine beliebte Methode, die von Eltern angewandt wird, die versuchen, Kinder zweisprachig zu erziehen. Mit dem Ansatz eine Person, eine Sprache spricht jeder Elternteil konsequent nur eine der beiden Sprachen mit dem Kind. So könnte beispielsweise die Mutter des Kindes mit ihm ausschließlich auf Französisch sprechen, während der Vater nur Englisch spricht. Auf diese Art lernt das Kind die beiden Sprachen simultan und nicht sukzessive.

## Argumentation
Traditionell gilt die Methode eine Person, eine Sprache als die beste Methode für den zweisprachigen Spracherwerb ohne gemischte Äußerungen. Der Begriff eine Person, eine Sprache wurde erstmals vom französischen Linguisten Maurice Grammont 1902 eingeführt. Er entwickelte die Theorie, dass Eltern durch die Trennung der Sprachen von Anfang an Verwirrung und Code-Mixing bei ihren zweisprachigen Kindern vermeiden könnten. Dieser Ansatz wird häufig auch von bilingualen Kindergärten angewendet, indem „eine Erzieherin [z. B.] lediglich Deutsch mit den Kindern [spricht], während die andere Erzieherin nur auf Englisch agiert.“
George Saunders schrieb in seinem Buch Bilinguale Kinder: Von der Geburt bis zum Teenager, dass der Ansatz eine Person, eine Sprache „sicherstellt, dass die Kinder regelmäßig der jeweiligen Sprache ausgesetzt sind und diese nutzen müssen. Dies ist besonders wichtig für die Minderheitensprache, die wenig externe Unterstützung hat.“
Diese Methode wurde auch mit einer frühen Entwicklung von metalinguistischem Bewusstsein verbunden.
Eine Alternative für die zweisprachige Erziehung besteht darin, eine der Sprachen als „Familiensprache“ (bspw. beim Kuscheln) und die andere als „Umweltsprache“ (bspw. beim Einkaufen) zu verwenden. So wird beim Ansatz Minority Language at Home (ML@H) zu Hause diejenige Sprache gesprochen, die außerhalb des Hauses nicht, oder nur wenig, gesprochen wird.

## Umsetzung
In einer im Infant Mental Health Journal veröffentlichten Studie fand Naomi Goodz heraus, dass Väter dazu neigen, sich strenger an das „One Person, One Language“-Modell zu halten als Mütter. Selbst wenn Eltern streng nach dem „One Person, One Language“-Schema sprechen, zeigten naturalistische Beobachtungen immer wieder Fälle von Sprachmischung bei beiden Elternteilen.
Masae Takeuchi untersuchte 25 japanische Mütter in Melbourne, Australien, die den eine Person, eine Sprache-Ansatz benutzten, um die zweisprachige Entwicklung ihrer Kinder in Japanisch/Englisch zu unterstützen. Takeuchi stellte fest, dass Beständigkeit der Schlüssel zum Erfolg des Ansatzes ist. Die meisten Kinder in Takeuchis Studie nutzten Japanisch nach dem Schulabschluss nicht aktiv, und nur die Kinder, die von Müttern aufgezogen wurden, die konsequent darauf bestanden, nur Japanisch zu sprechen, nutzten Japanisch aktiv als Erwachsene.